# Cicloaddizione di Huisgen azide-alchino
La cicloaddizione di Huisgen azide-alchino è una cicloaddizione 1,3-dipolare tra una azide e un alchino terminale, o interno, per formare un 1,2,3-triazolo. Il primo a capire l'importanza di questa reazione organica fu il chimico tedesco Rolf Huisgen. Il chimico statunitense Barry Sharpless ha considerato questa cicloaddizione come un esempio perfetto di click chemistry.
Nella reazione precedente l'azide 2 reagisce efficientemente a 98 °C con l'alchino 1 per formare in 18 ore il triazolo 3 come miscela dei due composti 1,4 (3a) e 1,5 (3b).
La cicloaddizione 1,3 standard tra una azide 1,3-dipolare e un alchene dipolarofilo è stata largamente ignorata data la mancanza di reattività dovuta a olefine povere di elettroni e a reazioni secondarie di eliminazione. Si è ottenuto qualche successo con cicloaddizioni catalizzate senza metalli, come le reazioni fatte usando dipolarofili tipo olefine povere di elettroni o alchini.
Le azidi non sono gli 1,3-dipoli più reattivi per questa reazione, ma sono preferite perché non danno reazioni collaterali e sono stabili nelle usuali condizioni di sintesi.

## Catalisi con rame
Una variante notevole della cicloaddizione 1,3-dipolare di Huisgen è quella catalizzata da rame(I), che fu descritta nel 2002 indipendentemente da Morten Meldal del Laboratorio Carlsberg in Danimarca e da Valery Fokin e Barry Sharpless dello Scripps Research Institute. Anche se la variante catalizzata da rame(I) forma un triazolo partendo da un alchino terminale e una azide, formalmente non è una cicloaddizione 1,3-dipolare, e quindi non dovrebbe essere chiamata cicloaddizione di Huisgen. Una denominazione più corretta è cicloaddizione azide-alchino catalizzata da rame(I), in breve CuAAC, usando l'acronimo inglese Copper(I)-catalyzed Azide-Alkyne Cycloaddition.
La reazione si può condurre usando fonti commerciali di rame(I) come bromuro o ioduro di rame(I), ma la reazione funziona molto meglio usando una miscela di un composto di rame(II) (ad esempio il solfato di rame) e un agente riducente (ad esempio l'ascorbato di sodio) in modo da produrre Cu(I) in situ. Dato che il Cu(I) è instabile in solventi acquosi, per migliorare la resa della reazione si usano leganti stabilizzanti come la tris-(benziltriazolilmetil)ammina (TBTA). La reazione può essere condotta in vari solventi e miscele tra acqua e altri solventi organici (parzialmente) miscibili tipo alcoli, DMSO, DMF, t-BuOH e acetone. L'acetonitrile va invece evitato come solvente, perché i nitrili coordinano molto efficacemente il Cu(I). Non è essenziale che i reagenti iniziali siano completamente solubili perché la reazione funzioni. In molti casi il prodotto può essere semplicemente filtrato dalla soluzione e non sono necessarie altre purificazioni.
L'utilità di questa reazione di click chemistry catalizzata con Cu(I) è stata dimostrata anche nella reazione di polimerizzazione di una bis-azide e un bis-alchino per formare un polimero a base di fluorene coniugato. Il grado di polimerizzazione può superare facilmente 50. Con una molecola terminale come la fenilazide si possono facilmente ottenere gruppi terminali fenile.
La CuAAC trova svariati usi nella scienza dei materiali e delle superfici. Sono state investigate molte varianti accoppiando polimeri con altri polimeri o piccole molecole. Tramite la CuAAC si può anche accoppiare il polistirene con l'albumina di siero bovino (BSA), ottenendo un bioibrido anfifilico.

### Meccanismo
Il meccanismo della reazione è stato suggerito sulla base di calcoli di teoria del funzionale della densità (DFT). Il rame è un metallo della prima serie di transizione, e ha configurazione elettronica [Ar] 3d10 4s1. La specie di Cu(I) generata in situ si lega al triplo legame dell'alchino terminale con un legame π. In presenza di una base l'idrogeno terminale, essendo il più acido, viene perso e si forma un intermedio Cu-acetiluro. Si è visto che la reazione è di secondo ordine rispetto al Cu. È  stato suggerito che lo stato di transizione coinvolga due atomi di rame. I leganti L utilizzati sul rame sono labili e poco coordinanti. L'azide sposta un legante L e si forma un complesso rame-azide-acetiluro, dove azide e acetiluro sono coordinati ad atomi diversi di rame. Un atomo di rame è legato all'acetiluro, mentre il secondo serve ad attivare l'azide, coordinandosi con gli elettroni dell'atomo di azoto. A questo punto avviene la ciclizzazione, seguita da protonazione; il protone proviene dall'idrogeno che la base aveva tolto inizialmente dall'acetilene terminale. Infine il prodotto finale viene dissociato e il complesso catalizzatore è pronto per un altro ciclo di reazione.
La reazione è assistita dal rame, che coordinandosi all'alchino abbassa di 9,8 unità il pKa del legame C-H dell'alchino. Di conseguenza in appropriate condizioni la reazione può procedere anche in assenza di basi. Nella reazione non catalizzata l'alchino è scarsamente elettrofilo, e quindi ci sono barriere energetiche elevate che rallentano la reazione.

### Ruolo dei leganti
I leganti L utilizzati sul complesso di rame sono in genere labili, cioè possono essere facilmente sostituiti. I leganti non hanno un ruolo diretto nella reazione, ma la loro presenza è comunque importante: servono a proteggere lo ione Cu(I) da reazioni di ossidazione o degradazione e servono a evitare la formazione di prodotti collaterali. I leganti possono inoltre fungere da accettori di protoni eliminando così la necessità di utilizzare altre basi.

## Catalisi con rutenio
La cicloaddizione 1,3 dipolare azide-alchino catalizzata da rutenio (RuAAC) porta ai 1,5-triazoli. A differenza della CuAAC dove reagiscono solo gli alchini terminali, nella RuAAC possono reagire alchini sia terminali che interni. Questo suggerisce che nel ciclo catalitico non siano coinvolti acetiluri di rutenio.

### Meccanismo
Il meccanismo proposto prevede che in un primo processo i leganti L del complesso siano rilasciati per formare un complesso attivato contenente l'alchino e l'azide. Segue quindi un accoppiamento ossidativo tra azide e alchino per formare una struttura ciclica comprendente anche il rutenio (rutenaciclo). Il nuovo legame C-N si forma tra il carbonio più elettronegativo e meno stericamente impedito dell'alchino e l'azoto terminale dell'azide. L'intermedio rutenaciclo dà quindi eliminazione riduttiva rilasciando come prodotto il triazolo aromatico e rigenerando il catalizzatore per un ciclo successivo.
Come catalizzatori si utilizzano comunemente Cp*RuCl(PPh3)2, Cp*Ru(COD) e Cp*[RuCl4]. Sono usati anche catalizzatori contenenti ciclopentadienile (Cp), ma i risultati migliori si ottengono con il legante pentametilciclopentadienile (Cp*). Questo potrebbe essere dovuto al maggior ingombro sterico del legante Cp* che facilita il rilascio dei leganti L.